# ウラジーミル・クーツ
ウラジーミル・ペトロヴィチ・クーツ（Владимир Петрович Куц、1927年2月7日- 1975年8月16日）は、旧ソビエト連邦の陸上競技選手。1956年メルボルンオリンピックで5000m、10000mの長距離種目2冠を達成した選手である。

## 経歴
ソビエト連邦ウクライナ・ソビエト社会主義共和国のオレクシネ（Олексине）村に生まれる。5歳のとき父親がアルコール依存症のため死去した。第二次世界大戦中は年齢を偽ってソ連軍に入隊し、2年間軍の伝令係を務めていた。
クーツは1954年のヨーロッパ選手権の5000mにおいて優勝候補であったチェコスロバキアのエミール・ザトペックとイギリスのクリストファー・チャタウェイを下して金メダルを獲得しその名を広く知られるようになった。さらに優勝タイムの13分56秒6はザトペックの世界記録を更新するものであった。約一月半後クーツの世界記録はチャタウェイに破られるが、そのわずか10日後、13分51秒2の記録を出し、世界記録を奪回している。
1955年には再び世界記録を奪われたものの、クーツは1956年メルボルンオリンピックでは優勝候補としてみなされていた。5000mでは、直前に13分36秒8の世界新記録を出していたイギリスのゴードン・ピリーが最大のライバルのみなされていた。しかし、クーツもオリンピック直前には10000mで28分30秒4の世界記録を樹立していた。
さて、メルボルンオリンピックの10000m決勝、スタートからリードしたクーツは、28分45秒6の記録で余裕の金メダルを獲得。さらに、5日後に行われた5000mでも13分39秒6と、2位のピリーに10秒以上の大差をつけ2冠を達成。前回大会でザトペックがマラソンを含め3冠を達成したのに引き続き、この大会ではクーツが長距離2種目を制覇した。

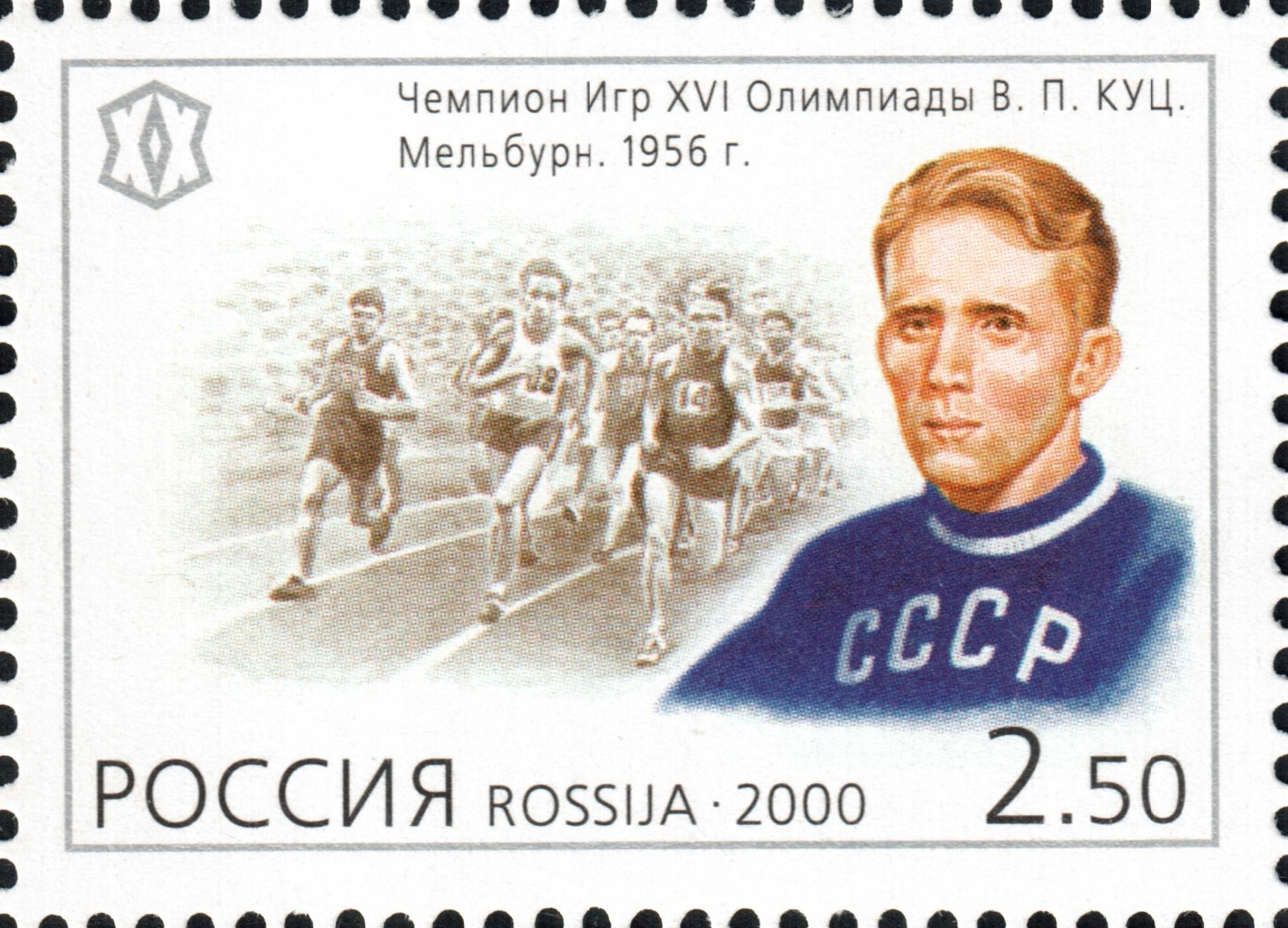
2000年にロシアで発行されたクーツの記念切手

クーツは翌1957年に5000mで13分35秒0と、自身4度目の世界新記録を達成。この記録は1965年にオーストラリアのロン・クラークに破られるまで、9年間世界記録であった。クーツは1959年に現役を引退した。
引退後は陸上コーチとなったが、1972年に交通事故に遭って脳梗塞を患ったことから1972年のオリンピック団には帯同できなかった。1975年に死去したが、睡眠薬とアルコールの混合服用による自殺とみられている。晩年は現役時代から50kg以上体重が増え、120kgほどもあったという。

## 主な実績
| 年   | 大会                 | 場所                       | 種目   | 結果 | 記録      |
| ---- | -------------------- | -------------------------- | ------ | ---- | --------- |
| 1954 | ヨーロッパ陸上選手権 | ベルン(スイス)             | 5000m  | 金   | 13分56秒6 |
| 1956 | オリンピック         | メルボルン(オーストラリア) | 5000m  | 金   | 13分39秒6 |
| 1956 | オリンピック         | メルボルン(オーストラリア) | 10000m | 金   | 28分45秒6 |